# Polystichum lineare
Polystichum lineare är en träjonväxtart som först beskrevs av Carl Frederik Albert Christensen, och fick sitt nu gällande namn av Edwin Bingham Copeland. Polystichum lineare ingår i släktet Polystichum och familjen Dryopteridaceae. Inga underarter finns listade.